# Stazione di Novokuzneck
La stazione di Novokuzneck è una delle principali stazioni ferroviarie nella Siberia sudoccidentale, importante nodo ferroviario nell'oblast' di Kemerovo, in Russia; si trova a Novokuzneck, 380 km a sud del percorso della Ferrovia Transiberiana.
La stazione di Novokuzneck fa parte della Divisione di Kuzbass della Ferrovia siberiana occidentale (in cirillico: Кузбасское отделение Западно-Сибирской железной дороги) delle Ferrovie russe.

## Storia
La stazione di Novokuzneck venne elettrificata nel 1937. Le linee principale che passano alla stazione sono:
- dal 1916 la linea di Kuzbass,
- dal 1934 la linea di Kuzbass del Sud della Ferrovia siberiana occidentale,
- dal 1958 la linea di Abakan,
- dal 1961 due linee (settentrionale e meridionale) di ZapSibMK

## Strategia
Nel luglio 2011 le ferrovie russe hanno annunciato i piani strategici dello sviluppo della rete dell'alta velocità nella Federazione russa, in particolare in Siberia occidentale. La strategia prevede, in particolare, i collegamenti con i treni AV "Sapsan" delle ferrovie russe sulle linee: Omsk-Novosibirsk-Kemerovo, Omsk-Novosibirsk-Novokuzneck, Omsk-Novosibirsk-Barnaul e Omsk-Novosibirsk-Krasnojarsk-Irkutsk. L'investimento stimato per realizzazione di queste linee è di 0,9 - 1,2 trilione RUB.

## Treni

### Linee Nazionali
Treni a lunga percorrenza nazionali delle Ferrovie russe circolanti oggi alla Stazione di Novokuzneck sono:
- N 013/014 Novokuzneck - San Pietroburgo - Novokuzneck - distanza percorsa 4.065 km in una direzione
- N 117/118 Novokuzneck - Moskva Kazanskaja - Novokuzneck - distanza percorsa 3.640 km in una direzione
- N 249/250 Novokuzneck - Adler - Novokuzneck - distanza percorsa 4.941 km in una direzione
- N 207 Novokuzneck - Vladivostok - Novokuzneck - distanza percorsa 6.179 km in una direzione
- N 243 Novokuzneck - Anapa - Novokuzneck - distanza percorsa 4.624 km in una direzione
- N 059 Novokuzneck - Kislovodsk - Novokuzneck - distanza percorsa 4.740 km in una direzione

### Linee Internazionali
Treni a lunga percorrenza internazionali circolanti oggi alla stazione di Novokuzneck sono:
- N 371 Novokuzneck - Karagandy - Novokuzneck - distanza percorsa 1.470 km in una direzione
- N 385 Novokuzneck - Biškek - Novokuzneck - distanza percorsa 2.340 km in una direzione

### Linee Regionali ed Interregionali
Principali destinazioni:
- Novosibirsk
- Kemerovo
- Belovo
- Meždurečensk
- Taštagol
- Artyštu
- Teneš

## Servizi

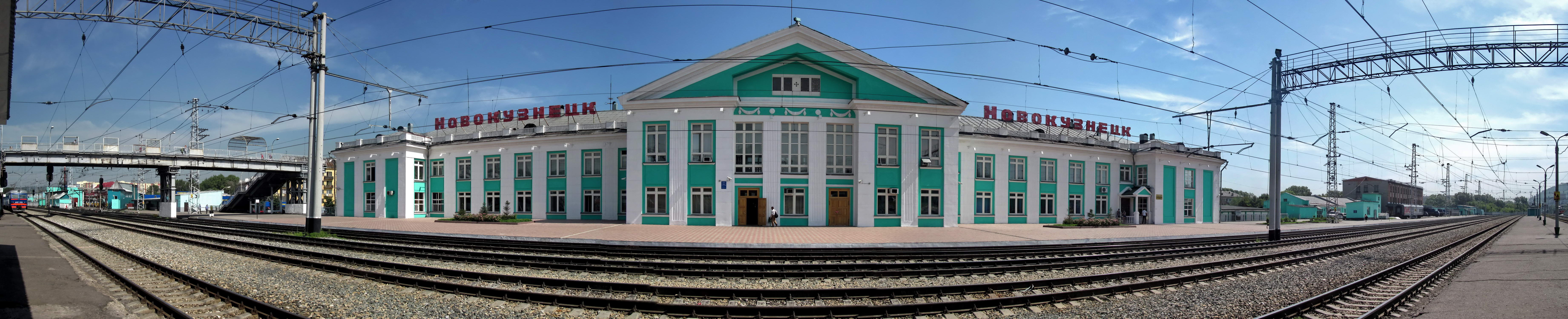
Vista panoramica della stazione di Novokuzneck delle Ferrovie russe.

La stazione dispone dei seguenti servizi:
- Biglietteria con sportello
- Capolinea autolinee, interscambio autobus
- Bar e fast food
- Banca e cambiavalute
- Edicola
- Servizi igienici
- Taxi
- Parcheggi di superficie